# Stockholm Open 2024
Lo Stockholm Open 2024, ufficialmente BNP Paribas Nordic Open 2024 per motivi di sponsorizzazione, è stato un torneo di tennis giocato su campi in cemento al coperto. È stata la 55ª edizione dello Stockholm Open, facente parte della categoria ATP Tour 250 nell'ambito dell'ATP Tour 2024. Gli incontri si sono disputati alla Kungliga tennishallen di Stoccolma, in Svezia, dal 14 al 20 ottobre 2024.

## Partecipanti

### Teste di serie
| Nazionalità | Giocatore         | Ranking* | Testa di serie |
| ----------- | ----------------- | -------- | -------------- |
|             | Andrej Rublëv     | 6        | 1              |
| Norvegia    | Casper Ruud       | 9        | 2              |
| Bulgaria    | Grigor Dimitrov   | 10       | 3              |
| Stati Uniti | Tommy Paul        | 13       | 4              |
| Cile        | Nicolás Jarry     | 29       | 5              |
| Stati Uniti | Brandon Nakashima | 35       | 6              |
| Paesi Bassi | Tallon Griekspoor | 40       | 7              |
| Italia      | Luciano Darderi   | 42       | 8              |

* Ranking al 30 settembre 2024.

### Altri partecipanti
I seguenti giocatori hanno ricevuto una wildcard per il tabellone principale:
- Leo Borg
- Stan Wawrinka
- Elias Ymer

Il seguente giocatore è entrato in tabellone con il ranking protetto:
- Dominic Stricker

I seguenti giocatori sono passati dalle qualificazioni:

- Jacob Fearnley
- Thiago Agustín Tirante
- Laslo Đere
- Marc-Andrea Hüsler

### Ritiri
Prima del torneo
- David Goffin → sostituito da  Dominic Stricker
- Yoshihito Nishioka → sostituito da  Alexandre Müller
- Alexei Popyrin → sostituito da  Quentin Halys

## Partecipanti al doppio

### Teste di serie
| Nazione     | Giocatore         | Nazione     | Giocatore       | Ranking* | Testa di serie |
| ----------- | ----------------- | ----------- | --------------- | -------- | -------------- |
| Finlandia   | Harri Heliövaara  | Regno Unito | Henry Patten    | 31       | 1              |
| Monaco      | Hugo Nys          | Polonia     | Jan Zieliński   | 51       | 2              |
| Paesi Bassi | Jean-Julien Rojer | Regno Unito | Joe Salisbury   | 54       | 3              |
| Regno Unito | Julian Cash       | Regno Unito | Lloyd Glasspool | 70       | 4              |

* Ranking al 30 settembre 2024.

### Altri partecipanti
Le seguenti coppie di giocatori hanno ricevuto una wildcard per il tabellone principale: 
- Filip Bergevi /  Erik Grevelius
- Leo Borg /  Adam Heinonen

### Ritiri
Prima del torneo
- Victor Vlad Cornea /  Denys Molčanov → sostituiti da  Jonathan Eysseric /  Denys Molčanov
- Austin Krajicek /  Rajeev Ram → sostituiti da  Marcelo Demoliner /  Christian Harrison

## Punti
| Evento    | V   | F   | SF  | QF | 2T   | 1T | Q    | Q2   | Q1   |
| Singolare | 250 | 165 | 100 | 50 | 25   | 0  | 13   | 7    | 0    |
| Doppio    | 250 | 150 | 90  | 45 | N.D. | 0  | N.D. | N.D. | N.D. |

## Montepremi
| Evento    | V         | F        | SF       | QF       | 2T       | 1T      | Q2      | Q1      |
| Singolare | 104 985 € | 61 235 € | 36 000 € | 20 860 € | 12 110 € | 7 400 € | 3 700 € | 2 020 € |
| Doppio*   | 36 470 €  | 19 510 € | 11 440 € | 6 390 €  | N.D.     | 3 770 € | N.D.    | N.D.    |

*per team

## Campioni

### Singolare
Tommy Paul ha sconfitto in finale  Grigor Dimitrov con il punteggio di 6-4, 6-3.
- È il quarto titolo in carriera per Paul, il terzo in stagione.

### Doppio
Harri Heliövaara /  Henry Patten hanno sconfitto in finale  Petr Nouza /  Patrik Rikl con il punteggio di 7-5, 6-3.